# Партия Юкона
Партия Юкона (англ. Yukon Party, фр. Parti du Yukon) — канадская консервативная региональная партия, действующая на территории Юкон. Преемница Прогрессивно-консервативной партии Юкона.

## История
С падением популярности прогрессивно-консервативного федерального правительства премьер-министра Канады Брайана Малруни Прогрессивно-консервативная партия Юкона решила разорвать свои отношения с федеральной партией и переименовать себя в Партию Юкона до местных выборов 1992 года. Однако два прогрессивно-консервативных члена Законодательного собрания, Беа Ферт и Алан Нордлинг, покинули партию в знак протеста против изменения названия и сформировали Партию независимого альянса. Позже Нордлинг вернулся в партию и потерпел поражение в качестве кандидата от Партии Юкона на выборах 1996 года, а Ферт завершила политическую карьеру.
Партия Юкона победила на выборах 1992 года, и её лидер Джон Осташек стал премьер-министром Юкона. Его правительство стало крайне непопулярным, в связи с увеличением налогов и сокращением предоставляемых услуги. Партия потерпела поражение на выборах 1996 года, получив всего три места и впервые опустилась на третье место после Либеральной партии Юкона.
10 октября 2006 года партия Юкона была переизбрана и получила 10 мест в Законодательном собрании. Либералы Юкона получили пять мест, а новые демократы Юкона — три.
Партия потерпела поражение на всеобщих выборах в Юконе в 2016 году и в начала выступать в качестве официальной оппозиции.
Карри Диксон возглавил партию на территориальных выборах 2021 года, партия Юкона получила 8 мест и выиграла всенародное голосование в целом. Диксон был лично избран в округе Коппербелт-Норт.

## Результаты на выборах
| Выборы |                  | %    | Мест     | Изменения | Место |
| ------ | ---------------- | ---- | -------- | --------- | ----- |
| 1992   | Джон Осташек     | 35,9 | 7 из 17  | ▲ 7       | ▲ 1   |
| 1996   | Джон Осташек     | 30,1 | 3 из 17  | ▼ 4       | ▼ 2   |
| 2000   | Джон Осташек     | 23,3 | 1 из 17  | ▼ 2       | ▼ 3   |
| 2002   | Деннис Фенти     | 40,3 | 12 из 18 | ▲ 11      | ▲ 1   |
| 2006   | Деннис Фенти     | 40,6 | 10 из 18 | ▼ 2       | ▬ 1   |
| 2011   | Даррелл Паслоски | 40,6 | 11 из 19 | ▲ 1       | ▬ 1   |
| 2016   | Даррелл Паслоски | 33,4 | 6 из 19  | ▼ 5       | ▼ 2   |
| 2021   | Карри Диксон     | 39,3 | 8 из 19  | ▲ 2       | ▲ 1   |

## Лидеры
- Крис Янг 1991
- Джон Осташек 1991—2000
- Питер Дженкинс 2000—2002 (и. о.)
- Деннис Фенти 2002—2011
- Даррелл Паслоски 2011—2016[2]
- Стейси Хассард 2016—2020 (и. о.)
- Currie Dixon 2020—настоящее время